# Адлер, Маргарет
Маргарет Адлер (нем. Margarete Adler, 13 февраля 1896 — 10 апреля 1990) — австрийская пловчиха и прыгунья в воду, еврейка по национальности, призёр Олимпийских игр.
Маргарет Адлер родилась в 1896 году в Вене. В 1912 году на Олимпийских играх в Стокгольме она завоевала бронзовую медаль в эстафете 4×100 м вольным стилем; также она приняла участие в соревнованиях на дистанции 100 м вольным стилем, но не завоевала медалей. В 1924 году она приняла участие в соревнованиях по прыжкам с вышки на Олимпийских играх в Париже, но не завоевала медалей.